# Championnats d'Europe d'athlétisme 2012
Navigation
Les 21es Championnats d'Europe d'athlétisme ont eu lieu du 27 juin au 1er juillet 2012 au Stade olympique d'Helsinki. La capitale finlandaise qui fête en 2012 ses deux cents ans comme capitale a accueilli cette compétition continentale pour la troisième fois, après les éditions de 1971 et 1994.
L'Association internationale de la presse sportive (AIPS) a choisi Renaud Lavillenie et Olha Saladuha comme meilleurs athlètes de la compétition.
Disputée depuis son origine tous les quatre ans, la compétition se déroule désormais tous les deux ans, les années paires, en alternance avec les Championnats du monde d'athlétisme.

## Sélection de la ville hôte
La ville d'Helsinki a été choisie à l'unanimité par l'Association européenne d'athlétisme le 9 novembre 2009 à l'occasion d'un congrès tenu à Barcelone,. La ville allemande de Nuremberg était également candidate.

## Organisation

### Objectifs
Le président du comité local d'organisation et de la Fédération finlandaise d'athlétisme, Antti Pihlakoski, déclare que « encore une fois, Helsinki offrira quelque chose d'unique. Nous avons hébergé les premiers Championnats du monde en 1983 et nous avons inauguré le nouveau système de présentation des épreuves lors des 10es Championnats du monde en 2005. Désormais nous travaillons pour créer une impulsion originale, moderne et passionnante pour des Championnats plus ramassés, sur cinq jours ». « Nous proposerons des déplacements courts dans un environnement propre et sûr […] Pour les supporters, nous offrirons un système de présentation moderne qui par des résultats disponibles immédiatement sur leurs portables, sera en mesure de créer les conditions parfaites pour apprécier l'athlétisme dans un Stade olympique rénové ».

### Organisation du stade
À l'occasion de ces Championnats, le Stade olympique est organisé en 58 sections et 4 zones principales (A, B, D, E) :
- les sections de 1 à 12, qui constituent la zone A, sont réservées aux spectateurs le long de la ligne d'arrivée, mais, toute la zone basse de ce secteur, tout au long de la piste d'athlétisme où se court l'épreuve du 100 m et jusqu'à environ 20 m après l'arrivée, est réservée aux seuls médias (Media Guests), y compris la section 13 qui se situe en bas de la grande tour du stade de 72 m et permet, de face, de bien analyser les arrivées ;

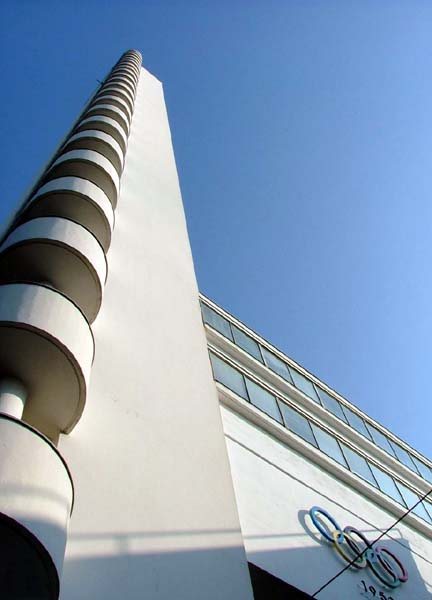
Tour du stade olympique 1952

- les sections de 14 à 25, qui constituent la zone B et où se trouve un premier grand écran central (entre 16 et 17), sont situées dans le virage après la ligne d'arrivée. La zone basse de ces sections est ouverte à la vente de billets assis ;
- les sections 26 à 33, à l'opposé de la ligne d'arrivée, constituent la zone D. Une zone basse de chaque section y est différenciée d'une zone haute. Les sections 34 à 37, très étroites et situées tout en bas, le long de la piste, ne sont pas ouvertes à la réservation ;
- les sections 38 à 45 (zone haute uniquement), puis 46 à 58 (avec zones basse et haute, cette dernière existant uniquement à partir de la section 53, juste après le grand écran), constituent la zone E. Au-dessus des sections 52 et 53 se trouve donc le second grand écran. Une partie de la section 57 et toute la section 58, située tout près du départ du 100 m et du 100/110 m haies, sont réservées aux équipes participantes aux championnats (Teams).
- le concours de la perche sera situé, à l'intérieur de la piste, du côté du virage, entre les sections 14 et 24 ; le saut en hauteur en face des sections 16 et 17, avec une aire de réception placée sur le gazon du stade dans l'axe de l'écran central ; le saut en longueur et le triple saut sont disposés le long de la ligne opposée (du côté des sections 26 à 33 et donc à proximité immédiate des sections 34 à 37) ; la cage du lancer du disque se situe en face des sections 47 et 48 de même que celle du lancer du marteau ; la piste d'élan du lancer du javelot part en face des sections 52 et 53 (sous l'autre écran) ; l'aire du lancer du poids est près des sections 56 et 57 et du départ du 100 m.

### Logo
Le logo des Championnats a été présenté lors d'une conférence de presse à Helsinki. Il est censé représenter la nature (vert) et la technologie (bleu) en forme de courbes fragmentées. Il a été choisi après un vote en ligne parmi quatre propositions sélectionnées après un concours international préliminaire qui a attiré au total 257 propositions de design de logos en provenance de 38 pays différents.
Le secrétaire général d'Helsinki 2012, Esa Honkalehto, a indiqué que : « Tout le processus de sélection du logo et de son design, à l'aide d'une compétition en ligne (on-line) et d'un vote ouvert au public, correspond tout particulièrement avec le thème des Championnats d'Europe d'athlétisme 2012 qui sont la nature, le design et la technologie. »
Le logo gagnant a été créé par Tuuka Rantala, un designer finlandais professionnel, qui s'est inspiré de phénomènes naturels visibles en Finlande comme les aurores boréales et le soleil de minuit :
« Le logo consiste en ligne brisée en forme d'un lacet scindée deux courbes qui représentent la nature et la technologie, une sorte de yin et yang du monde moderne. Les vides dans le lacet forment des rayons qui illustrent l'énergie explosive et l'éclat qui sont présents à la fois en athlétisme et dans les phénomènes naturels, comme le soleil de minuit et les aurores boréales. »
La même année que les Championnats, Helsinki sera également la Capitale mondiale du design : dans ce logo qui combine ces deux événements particuliers, l'intention était d'insister sur le fait que la Finlande est un pays de haute technologie, d'après Esa Honkalehto.

## Climat
À l'exception du cinquième et dernier jour des compétitions où il ne pleuvait pas et la température a été entre 20 et 21 °C, il a plu chaque jour au moins une averse et la température était plus proche des 14 ou 15 °C.

### Calendrier
2012 étant une année olympique, les Championnats d'Europe 2012 ne comportent ni d'épreuve de marathon, ni d'épreuve de marche. Ils ne durent que cinq jours, contre sept habituellement.
| S | Séries | Q | Qualifications | ½ | Demi-finale | F | Finale |

| Date →            | 27 | 27 | 28 | 28 | 29 | 29 | 30 | 30 | 1 | 1 |
| Épreuve ↓         | M  | A  | M  | A  | M  | A  | M  | A  | A | A |
| ----------------- | -- | -- | -- | -- | -- | -- | -- | -- | - | - |
| 100 m             | S  | ½  |    | F  |    |    |    |    |   |   |
| 200 m             |    |    |    |    | S  | ½  |    | F  |   |   |
| 400 m             | S  |    |    | ½  |    | F  |    |    |   |   |
| 800 m             | S  |    |    | ½  |    | F  |    |    |   |   |
| 1 500 m           |    |    |    |    |    |    | S  |    | F | F |
| 5 000 m           |    | F  |    |    |    |    |    |    |   |   |
| 10 000 m          |    |    |    |    |    |    |    | F  |   |   |
| 110 m haies       |    |    |    |    |    |    | S  |    | ½ | F |
| 400 m haies       | S  |    | ½  |    |    | F  |    |    |   |   |
| 3 000 m steeple   |    | S  |    |    |    | F  |    |    |   |   |
| 4 × 100 m         |    |    |    |    |    |    | S  |    | F | F |
| 4 × 400 m         |    |    |    |    |    |    |    | S  | F | F |
| Saut en longueur  |    |    |    |    | Q  |    |    |    | F | F |
| Triple saut       |    |    | Q  |    |    |    |    | F  |   |   |
| Saut en hauteur   |    | Q  |    |    |    | F  |    |    |   |   |
| Saut à la perche  |    |    |    |    |    |    | Q  |    | F | F |
| Lancer du poids   | Q  |    |    |    |    | F  |    |    |   |   |
| Lancer du disque  |    |    |    |    | Q  |    |    | F  |   |   |
| Lancer du marteau |    |    | Q  |    |    |    |    | F  |   |   |
| Lancer du javelot |    | Q  |    | F  |    |    |    |    |   |   |
| Décathlon         | F  | F  | F  | F  |    |    |    |    |   |   |

| Date →            | 27 | 27 | 28 | 28 | 29 | 29 | 30 | 30 | 30 | 1 |
| Épreuve ↓         | M  | A  | M  | A  | M  | A  | M  | A  | A  | A |
| ----------------- | -- | -- | -- | -- | -- | -- | -- | -- | -- | - |
| 100 m             | S  | ½  |    | F  |    |    |    |    |    |   |
| 200 m             |    |    |    |    | S  | ½  |    | F  | F  |   |
| 400 m             |    | S  |    | ½  |    | F  |    |    |    |   |
| 800 m             | S  |    |    | ½  |    | F  |    |    |    |   |
| 1 500 m           |    |    |    |    |    |    | S  |    |    | F |
| 5 000 m           |    |    |    | F  |    |    |    |    |    |   |
| 10 000 m          |    |    |    |    |    |    |    |    |    | F |
| 100 m haies       |    |    |    |    | S  |    |    | ½  | F  |   |
| 400 m haies       | S  |    | ½  |    |    | F  |    |    |    |   |
| 3 000 m steeple   |    |    | S  |    |    |    |    | F  | F  |   |
| 4 × 100 m         |    |    |    |    |    |    | S  |    |    | F |
| 4 × 400 m         |    |    |    |    |    |    |    | S  | S  | F |
| Saut en longueur  | Q  |    |    | F  |    |    |    |    |    |   |
| Triple saut       | Q  |    |    |    |    | F  |    |    |    |   |
| Saut en hauteur   | Q  |    |    | F  |    |    |    |    |    |   |
| Saut à la perche  |    |    | Q  |    |    |    |    | F  | F  |   |
| Lancer du poids   |    |    | Q  |    |    | F  |    |    |    |   |
| Lancer du disque  |    |    |    |    |    |    | Q  |    |    | F |
| Lancer du marteau |    |    |    |    | Q  |    |    |    |    | F |
| Lancer du javelot | Q  |    |    |    |    | F  |    |    |    |   |
| Heptathlon        |    |    |    |    | F  | F  | F  | F  | F  |   |

## Participants
1 342 athlètes, 738 hommes et 604 femmes, issus de 50 pays prennent part à la compétition. Cela correspond 28 athlètes de moins que lors des Championnats d'Europe de 2010, mais au cours desquels des épreuves de course sur route et de marche athlétique ont eu lieu.
| - Albanie (4) - Allemagne (94) - Andorre (4) - Arménie (5) - Autriche (10) - Azerbaïdjan (4) - Belgique (22) - Biélorussie (28) - Bosnie-Herzégovine (4) - Bulgarie (26) - Chypre (11) - Croatie (12) - Danemark (10) | - Espagne (70) - Estonie (23) - Finlande (64) - France (68) - Géorgie (5) - Gibraltar (2) - Grèce (28) - Hongrie (20) - Irlande (26) - Islande (6) - Israël (12) - Italie (61) - Lettonie (22) | - Liechtenstein (1) - Lituanie (24) - Luxembourg (4) - Macédoine du Nord (2) - Malte (2) - Moldavie (6) - Monaco (1) - Monténégro (4) - Norvège (28) - Pays-Bas (35) - Pologne (57) - Portugal (37) - Tchéquie (43) | - Roumanie (28) - Royaume-Uni (82) - Russie (69) - Saint-Marin (1) - Serbie (11) - Slovaquie (12) - Slovénie (19) - Suède (41) - Suisse (27) - Turquie (44) - Ukraine (70) |

## Faits marquants
- C’est la première fois que se déroulent dans la même année, les Championnats d’Europe et les Jeux Olympiques. À quelque six semaines avant les épreuves d’athlétisme des Jeux de Londres, les athlètes ne sont pas obligatoirement dans leur pic de forme. Cela se ressent dans le niveau général de ces Championnats d’Europe.
- Ainsi chez les hommes, 13 des 21 vainqueurs ont une performance inférieure à celle du vainqueur de 2010 et chez les femmes, 18 des 21 vainqueurs ont une performance inférieure à celle de la gagnante de 2010.
- Aucun record du monde ni d’Europe n’est battu lors de ces Championnats.
- Sept athlètes conservent leur titre acquis en 2010 à Barcelone : les Français Christophe Lemaitre au 100 m, Mahiedine Mekhissi-Benabbad au 3000 m steeple, Renaud Lavillenie à la perche, le Britannique Mohammed Farah au 5000 m, l’Espagnole Nuria Fernández au 1500 m, l’Ukrainienne Olha Saladukha au triple saut et la Croate Sandra Perković au disque.
- Les résultats officiels de ces championnats d’Europe sur le site de l’Association européenne d'Athlétisme montrent une nouvelle fois une liste d’athlètes, principalement dans les épreuves féminines, disqualifiés a posteriori pour violation des règles antidopage. Ainsi l’Espagnole Nuria Fernández est réhabilitée en 2016 vainqueur du 1 500 m de ces championnats, alors qu’elle n’avait terminée que 5e le jour de la course, les quatre premières (deux athlètes turques, une ukrainienne, une russe) ayant été disqualifiées pour dopage.
- Au classement à la place, l’Allemagne est la 1re nation devant la France et l'Ukraine. La Grande-Bretagne, avec beaucoup d’absents, n’est que 4e. Elle se rattrapera lors de ses Jeux de Londres, avec quatre titres olympiques (Mohammed Farah au 5000 m et au 10000 m, Greg Rutherford à la longueur et Jessica Ennis à l’heptathlon).

## Résultats

### Hommes
| 100 m vent : -0,7 m/s | Christophe Lemaitre 10 s 09                                                                    | Jimmy Vicaut 10 s 12 (SB)                                                            | Jaysuma Saidy Ndure 10 s 17                                                               |
| 200 m vent : -0,9 m/s | Churandy Martina 20 s 42                                                                       | Patrick van Luijk 20 s 87                                                            | Daniel Talbot 20 s 95                                                                     |
| 400 m | Pavel Maslák 45 s 24                                                                           | Marcell Deák-Nagy 45 s 52 (SB)                                                       | Yannick Fonsat 45 s 82                                                                    |
| 800 m | Yuriy Borzakovskiy 1 min 48 s 61                                                               | Andreas Bube 1 min 48 s 69                                                           | Pierre-Ambroise Bosse 1 min 48 s 83                                                       |
| 1 500 m | Henrik Ingebrigtsen 3 min 46 s 20                                                              | Florian Carvalho 3 min 46 s 33                                                       | David Bustos 3 min 46 s 46                                                                |
| 5 000 m | Mohammed Farah 13 min 29 s 91                                                                  | Arne Gabius 13 min 31 s 83                                                           | Polat Kemboi Arıkan 13 min 32 s 63                                                        |
| 10 000 m | Polat Kemboi Arıkan 28 min 22 s 27                                                             | Daniele Meucci 28 min 22 s 73                                                        | Yevgeniy Rybakov 28 min 22 s 95 (SB)                                                      |
| 3 000 m steeple | Mahiedine Mekhissi-Benabbad 8 min 33 s 23                                                      | Tarık Langat Akdağ 8 min 35 s 24                                                     | Víctor García 8 min 35 s 87                                                               |
| 110 m haies vent : +0,5 m/s | Sergueï Choubenkov 13 s 16                                                                     | Garfield Darien 13 s 20                                                              | Artur Noga 13 s 27(NR)                                                                    |
| 400 m haies | Rhys Williams 49 s 33 (SB)                                                                     | Emir Bekrić 49 s 49                                                                  | Stanislav Melnykov 49 s 69                                                                |
| 4 × 100 m | Pays-Bas Brian Mariano Churandy Martina Giovanni Codrington Patrick van Luijk 38 s 34 (EL, NR) | Allemagne Julian Reus Tobias Unger Alexander Kosenkow Lucas Jakubczyk 38 s 44        | France Ronald Pognon Christophe Lemaitre Pierre-Alexis Pessonneaux Emmanuel Biron 38 s 46 |
| 4 × 400 m | Belgique Antoine Gillet Jonathan Borlée Jente Bouckaert Kévin Borlée 3 min 01 s 09 (EL)        | Grande-Bretagne Nigel Levine Conrad Williams Robert Tobin Richard Buck 3 min 01 s 56 | Allemagne Jonas Plass Kamghe Gaba Eric Krüger Thomas Schneider 3 min 01 s 77              |
| Saut en hauteur | Robert Grabarz 2,31 m                                                                          | Raivydas Stanys 2,31 m (PB)                                                          | Mickaël Hanany 2,28 m                                                                     |
| Saut à la perche | Renaud Lavillenie 5,97 m (WL)                                                                  | Björn Otto 5,92 m (PB)                                                               | Raphael Holzdeppe 5,77 m (SB)                                                             |
| Saut en longueur | Sebastian Bayer 8,34 m (SB)                                                                    | Luis Felipe Méliz 8,21 m (SB)                                                        | Michel Tornéus 8,17 m (SB)                                                                |
| Triple saut | Fabrizio Donato 17,63 m (=EL)                                                                  | Sheryf El-Sheryf 17,28 m                                                             | Aliaksei Tsapik 16,97 m                                                                   |
| Lancer du poids | David Storl 21,58 m (SB)                                                                       | Rutger Smith 20,55 m (SB)                                                            | Asmir Kolašinac 20,36 m                                                                   |
| Lancer du disque | Robert Harting 68,30 m                                                                         | Gerd Kanter 66,53 m                                                                  | Rutger Smith, 64,02 m                                                                     |
| Lancer du marteau | Krisztián Pars 79,72 m                                                                         | Aleksey Zagornyi 77,40 m                                                             | Szymon Ziółkowski 76,67 m                                                                 |
| Lancer du javelot | Vítězslav Veselý 83,72 m                                                                       | Valeriy Iordan 83,23 m (PB)                                                          | Ari Mannio 82,63 m                                                                        |
| Décathlon | Pascal Behrenbruch 8 558 pts (EL) (PB)                                                         | Oleksiy Kasyanov 8 321 pts                                                           | Ilya Shkurenyov 8 219 pts (PB)                                                            |
| Records et Performances - AR : Record continental (area record) - CR : Record des championnats (championship record) - MR : Record du meeting (meet record) - NR : Record national (national record) - OR : Record olympique (olympic record) - PR : Record paralympique (paralympic record) - PB : Record personnel (personal best) - SB : Meilleure performance personnelle de la saison (season's best) - WL : Meilleure performance mondiale de l'année (world leader) - WJR : Record du monde junior (world junior record) - WR : Record du monde (world record) Circonstances et Conditions - DNF : N'a pas terminé (did not finish) - DNS : N'a pas pris le départ (did not start) - DQ : Disqualification (disqualification) - NM : Aucun essai valable enregistré (No Mark) - Q : Qualifié « directement » au prochain tour (ou à la prochaine compétition), lors d'une compétition majeure, grâce au classement ou à la réalisation des minima (automatic qualifier) - q : Qualifié au prochain tour (ou à la prochaine compétition), lors d'une compétition majeure, grâce au repêchage ou à la réalisation de l'une des meilleures performances parmi celles des « non qualifiés directement » (grâce au meilleur temps ou à la meilleure distance par exemple) (secondary qualifier) |                                                                                                |                                                                                      |                                                                                           |

### Femmes
| 100 m vent : -0,7 m/s | Ivet Lalova 11 s 28                                                                        | Olesya Povh 11 s 32                                                               | Lina Grinčikaitė 11 s 32 (SB)                                                                      |
| 200 m vent : -1,3 m/s | Mariya Ryemyen 23 s 05                                                                     | Hrystyna Stuy 23 s 17                                                             | Myriam Soumaré 23 s 21                                                                             |
| 400 m | Moa Hjelmer 51 s 13 (NR)                                                                   | Kseniya Zadorina 51 s 26 (SB)                                                     | Ilona Usovich 51 s 94                                                                              |
| 800 m | Lynsey Sharp 2 min 00 s 51 (PB)                                                            | Maryna Arzamasava 2 min 01 s 02                                                   | Liliya Lobanova 2 min 01 s 29                                                                      |
| 1 500 m | Nuria Fernández 4 min 8 s 80 (SB)                                                          | Diana Sujew 4 min 9 s 28                                                          | Tereza Čapková 4 min 10 s 17                                                                       |
| 5 000 m | Olga Golovkina 15 min 11 s 70                                                              | Sara Moreira 15 min 12 s 05                                                       | Julia Bleasdale 15 min 12 s 77                                                                     |
| 10 000 m | Ana Dulce Félix 31 min 44 s 75                                                             | Joanne Pavey 31 min 49 s 03                                                       | Olha Skrypak 31 min 51 s 32                                                                        |
| 3 000 m steeple | Gülcan Mıngır 9 min 32 s 96                                                                | Antje Möldner-Schmidt 9 min 36 s 37                                               | Gesa Felicitas Krause 9 min 38 s 20                                                                |
| 100 m haies vent : -1,4 m/s | Alina Talay 12 s 91                                                                        | Katsiaryna Paplauskaya 12 s 97                                                    | Beate Schrott 12 s 98 (=SB)                                                                        |
| 400 m haies | Denisa Rosolová 54 s 24 (PB)                                                               | Anna Yaroshchuk 54 s 35 (PB)                                                      | Zuzana Hejnová 54 s 49                                                                             |
| 4 × 100 m | Allemagne Leena Günther Anne Cibis Tatjana Pinto Verena Sailer 42 s 51 (EL)                | Pays-Bas Kadene Vassell Dafne Schippers Eva Lubbers Jamile Samuel 42 s 80 (NR)    | Pologne Marika Popowicz Daria Korczyńska Marta Jeschke Ewelina Ptak 43 s 06                        |
| 4 × 400 m | Ukraine Yuliya Olishevska Olha Zemlyak Nataliya Pyhyda Alina Lohvynenko 3 min 25 s 07 (EL) | France Phara Anacharsis Lénora Guion-Firmin Marie Gayot Floria Guei 3 min 25 s 49 | République tchèque Zuzana Hejnová Zuzana Bergrová Jitka Bartoničková Denisa Rosolová 3 min 26 s 02 |
| Saut en hauteur | Ruth Beitia 1,97 m (SB)                                                                    | Tonje Angelsen 1,97 m (PB)                                                        | Irina Gordeyeva Emma Green Tregaro (SB) Olena Holosha 1,92 m                                       |
| Saut à la perche | Jiřina Ptáčníková 4,60 m                                                                   | Martina Strutz 4,60 m (SB)                                                        | Nikoleta Kiriakopoulou 4,60 m (SB)                                                                 |
| Saut en longueur | Éloyse Lesueur 6,81 m (SB)                                                                 | Volha Sudarava 6,74 m                                                             | Margrethe Renstrøm 6,67 m (SB)                                                                     |
| Triple saut | Olha Saladukha 14,99 m (WL)                                                                | Patricia Mamona 14,52 m (NR)                                                      | Yana Borodina 14,36 m                                                                              |
| Lancer du poids | Nadine Kleinert 19,18 m                                                                    | Irina Tarasova 18,91 m                                                            | Chiara Rosa 18,47 m                                                                                |
| Lancer du disque | Sandra Perković 67,62 m                                                                    | Nadine Müller 65,41 m                                                             | Nataliya Semenova 62,91 m                                                                          |
| Lancer du marteau | Anita Wlodarczyk 74,29 m                                                                   | Martina Hrasnová 73,34 m (SB)                                                     | Anna Bulgakova 71,47 m                                                                             |
| Lancer du javelot | Vira Rebryk 66,86 m (NR)                                                                   | Christina Obergföll 65,12 m                                                       | Linda Stahl 63,69 m                                                                                |
| Heptathlon | Antoinette Nana Djimou 6 554 pts (PB)                                                      | Laura Ikauniece 6 335 pts (PB)                                                    | Aiga Grabuste 6 325 pts (SB)                                                                       |
| Records et Performances - AR : Record continental (area record) - CR : Record des championnats (championship record) - MR : Record du meeting (meet record) - NR : Record national (national record) - OR : Record olympique (olympic record) - PR : Record paralympique (paralympic record) - PB : Record personnel (personal best) - SB : Meilleure performance personnelle de la saison (season's best) - WL : Meilleure performance mondiale de l'année (world leader) - WJR : Record du monde junior (world junior record) - WR : Record du monde (world record) Circonstances et Conditions - DNF : N'a pas terminé (did not finish) - DNS : N'a pas pris le départ (did not start) - DQ : Disqualification (disqualification) - NM : Aucun essai valable enregistré (No Mark) - Q : Qualifié « directement » au prochain tour (ou à la prochaine compétition), lors d'une compétition majeure, grâce au classement ou à la réalisation des minima (automatic qualifier) - q : Qualifié au prochain tour (ou à la prochaine compétition), lors d'une compétition majeure, grâce au repêchage ou à la réalisation de l'une des meilleures performances parmi celles des « non qualifiés directement » (grâce au meilleur temps ou à la meilleure distance par exemple) (secondary qualifier) |                                                                                            |                                                                                   | |

## Tableau des médailles
Classement revu en août 2018 après les multiples sanctions pour dopage intervenues après 2012.
| Rang | Nation      | Or | Argent | Bronze | Total |
| ---- | ----------- | -- | ------ | ------ | ----- |
| 1    | Allemagne   | 6  | 8      | 4      | 18    |
| 2    | France      | 5  | 4      | 5      | 14    |
| 3    | Ukraine     | 4  | 5      | 5      | 14    |
| 4    | Royaume-Uni | 4  | 2      | 2      | 8     |
| 5    | Tchéquie    | 4  | 0      | 3      | 7     |
| 6    | Russie      | 3  | 4      | 5      | 12    |
| 7    | Pays-Bas    | 2  | 3      | 1      | 6     |
| 8    | Espagne     | 2  | 1      | 2      | 5     |
| 9    | Turquie     | 2  | 1      | 1      | 4     |
| 10   | Biélorussie | 1  | 3      | 2      | 6     |
| 11   | Portugal    | 1  | 2      | 0      | 3     |
| 12   | Norvège     | 1  | 1      | 2      | 4     |
| 13   | Italie      | 1  | 1      | 1      | 3     |
| 14   | Hongrie     | 1  | 1      | 0      | 2     |
| 15   | Pologne     | 1  | 0      | 3      | 4     |
| 16   | Suède       | 1  | 0      | 2      | 3     |
| 17   | Belgique    | 1  | 0      | 0      | 1     |
| 17   | Bulgarie    | 1  | 0      | 0      | 1     |
| 17   | Croatie     | 1  | 0      | 0      | 1     |
| 20   | Lituanie    | 0  | 1      | 1      | 2     |
| 20   | Serbie      | 0  | 1      | 1      | 2     |
| 20   | Lettonie    | 0  | 1      | 1      | 2     |
| 23   | Danemark    | 0  | 1      | 0      | 1     |
| 23   | Estonie     | 0  | 1      | 0      | 1     |
| 23   | Slovaquie   | 0  | 1      | 0      | 1     |
| 26   | Finlande    | 0  | 0      | 1      | 1     |
| 26   | Grèce       | 0  | 0      | 1      | 1     |
| 26   | Autriche    | 0  | 0      | 1      | 1     |
|      | Total       | 42 | 42     | 44     | 128   |